# Eupleridae
Eupléridés
Famille
Les Eupléridés (Eupleridae) sont une famille de carnivores féliformes endémique de Madagascar.
À la suite d'une étude de 2003, les espèces de la sous-famille des euplérinés ont été regroupées avec une ancienne sous-famille des herpestidés, les galidinés, au sein de cette famille.

## Taxinomie
Selon ITIS et MSW :
- sous-famille Euplerinae
  - genre Cryptoprocta Bennett, 1833
    - Cryptoprocta ferox - Fossa

  - genre Eupleres Doyere, 1835
    - Eupleres goudotii - Euplère de Goudot

  - genre Fossa Gray, 1865
    - Fossa fossana - Civette malgache
- sous-famille Galidiinae
  - genre Galidia I. Geoffroy Saint-Hilaire, 1837
    - Galidia elegans - Galidie à queue annelée

  - genre Galidictis I. Geoffroy Saint-Hilaire, 1839
    - Galidictis fasciata - Galidie à bandes
    - Galidictis grandidieri - Galidie de Grandidier

  - genre Mungotictis Pocock, 1915
    - Mungotictis decemlineata - Galidie à bandes étroites

  - genre Salanoia Gray, 1865
    - Salanoia concolor - Galidie unicolore
    - Salanoia durrelli - Galidie de Durrell (non reconnue par MSW)

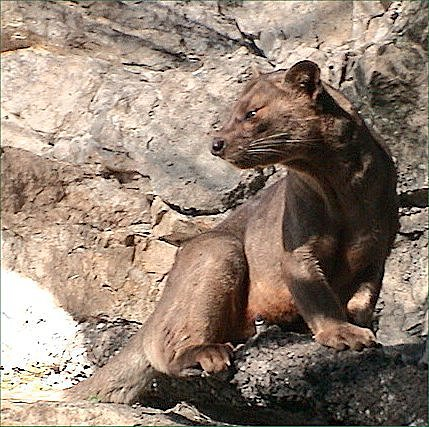
Cryptoprocta ferox
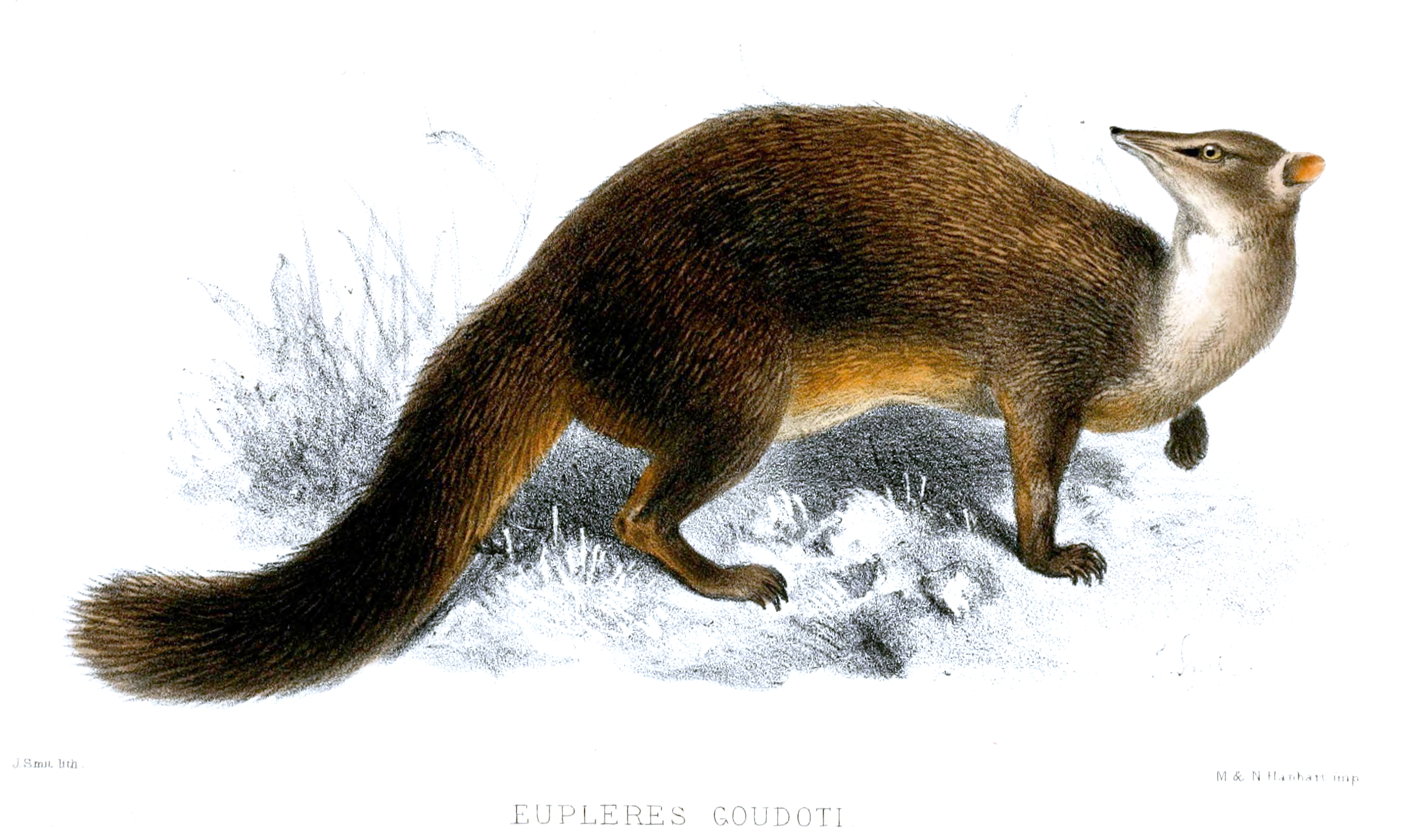
Eupleres goudotii
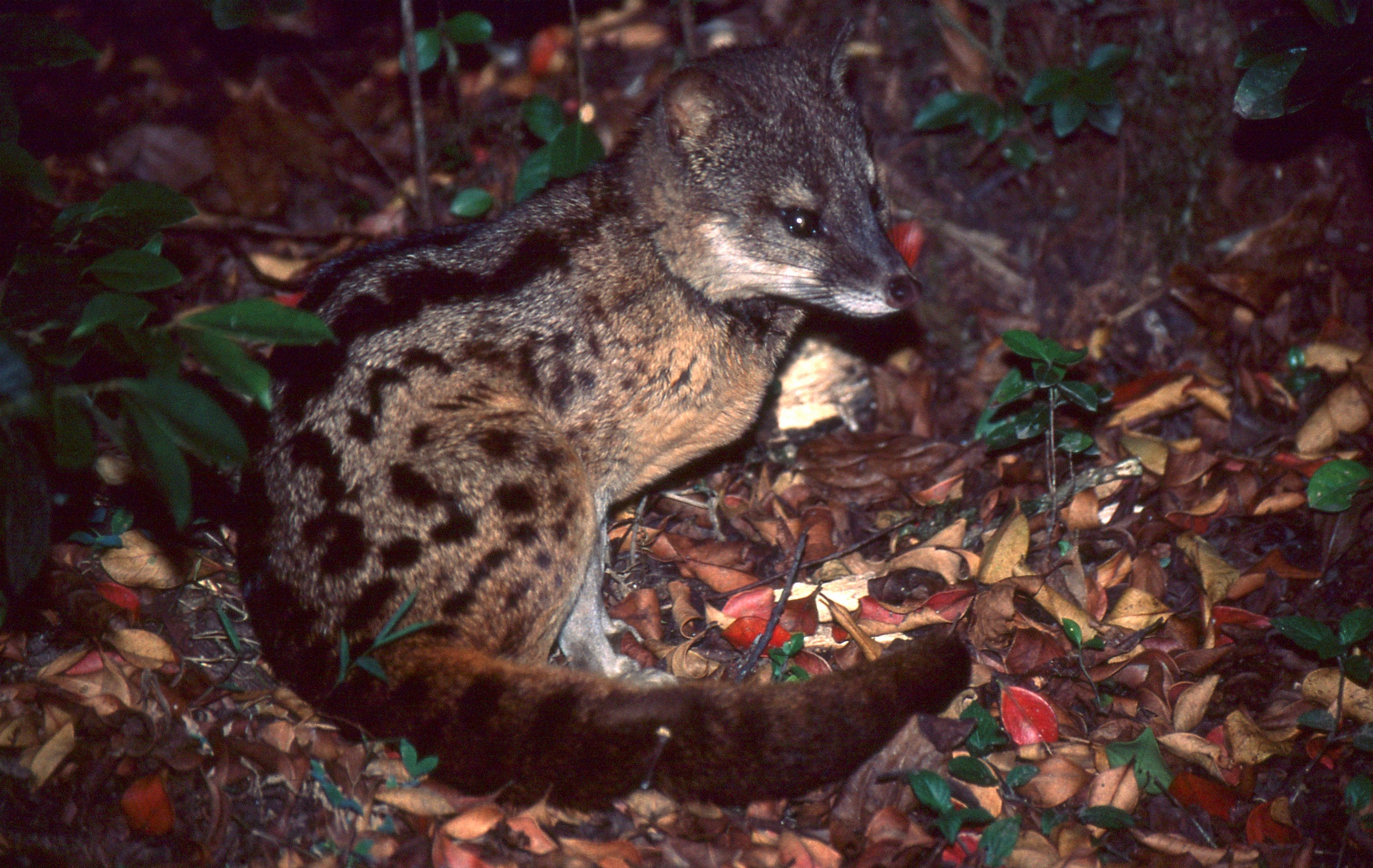
Fossa fossana
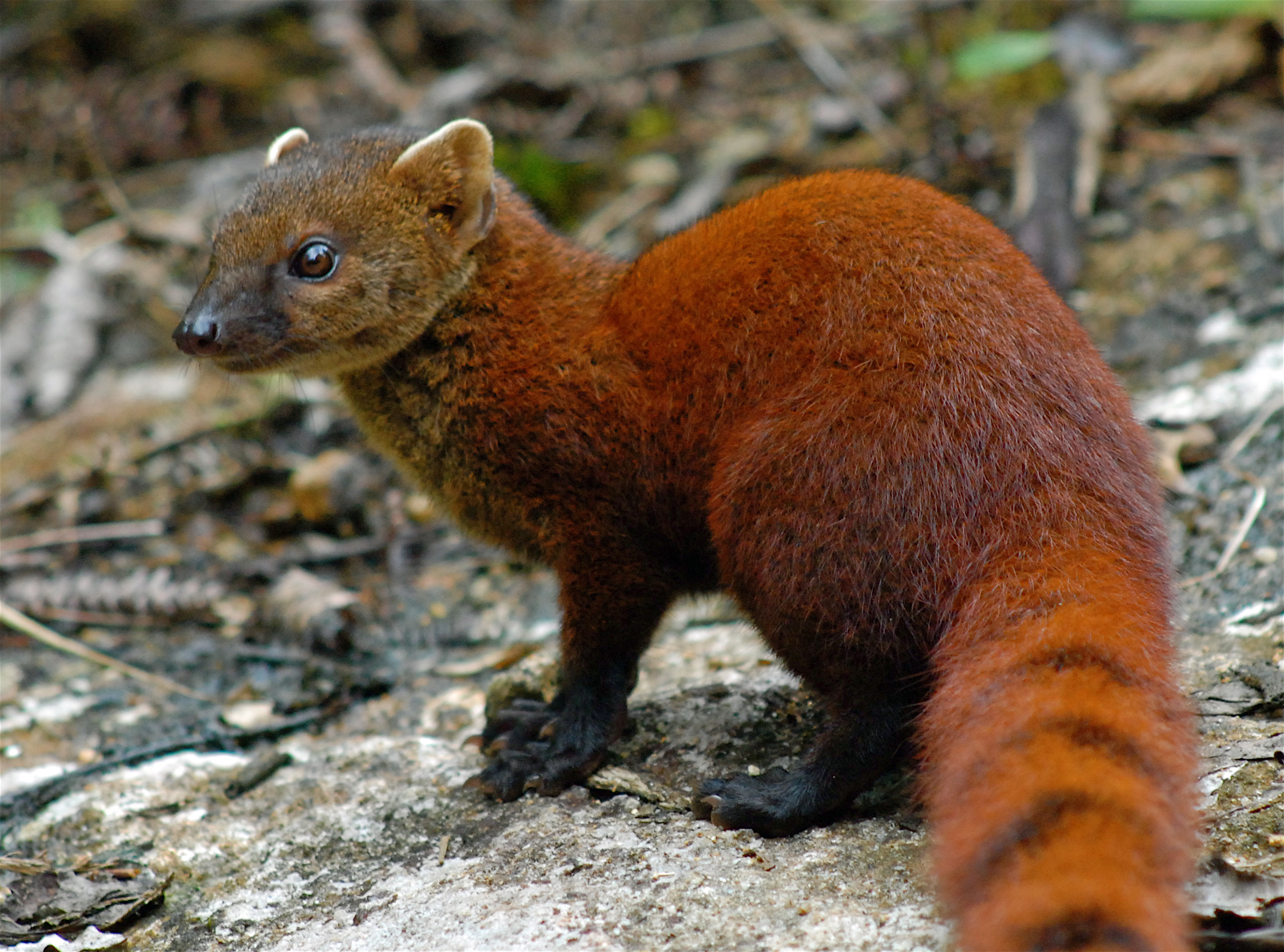
Galidia elegans
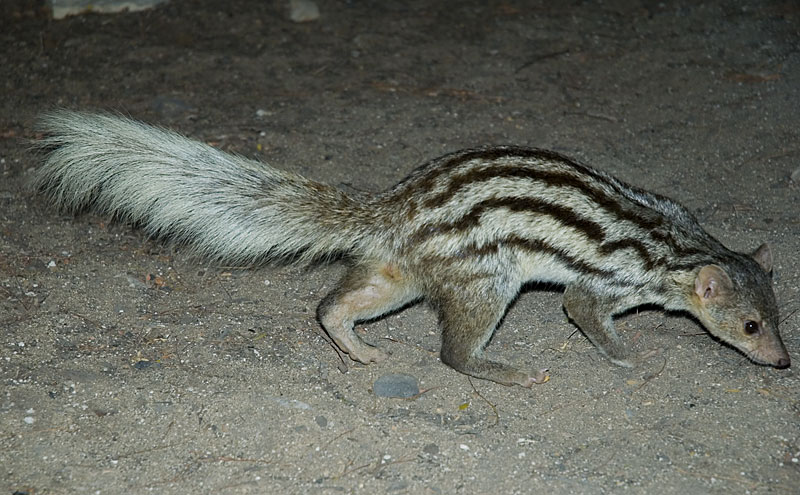
Galidictis grandidieri
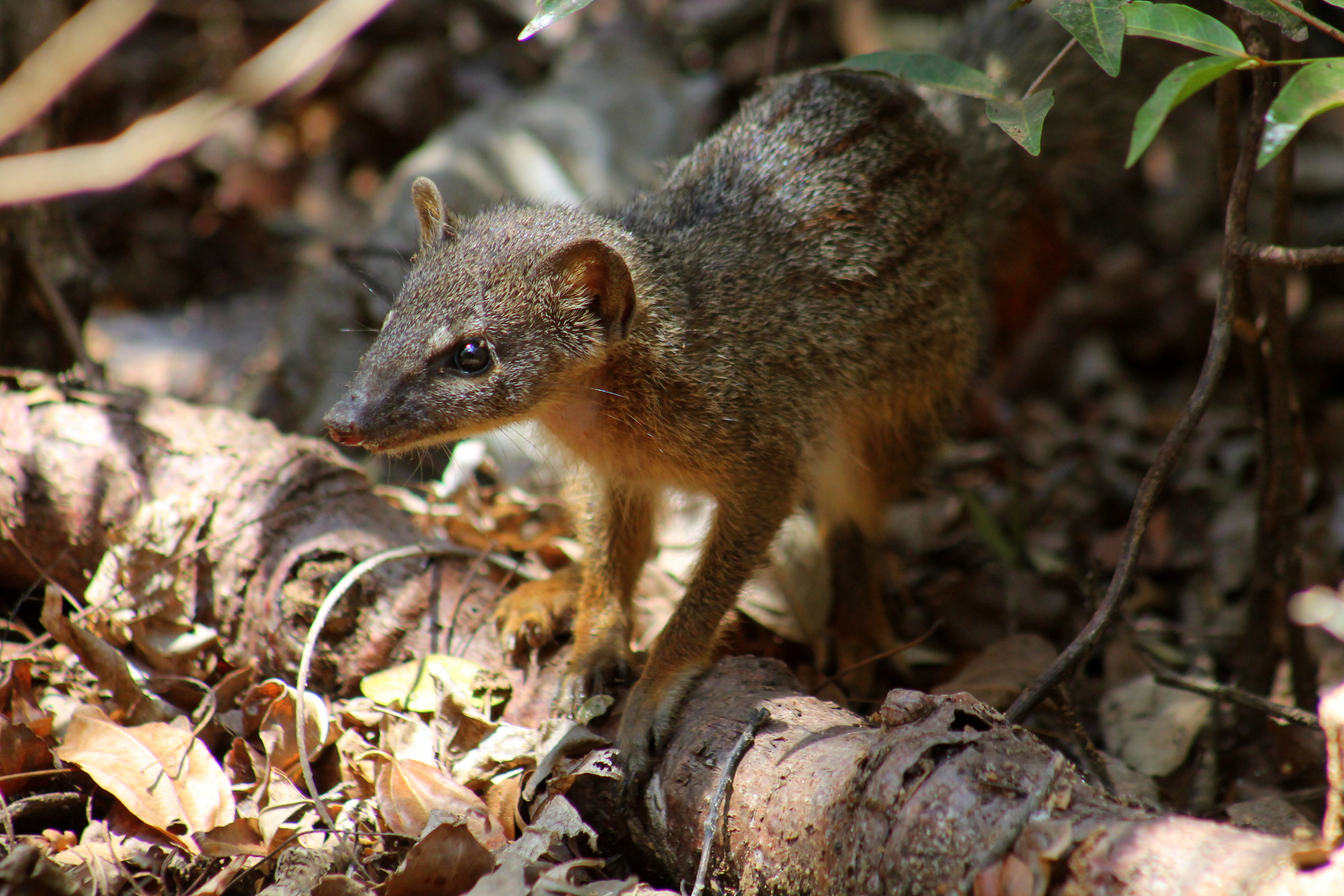
Mungotictis decemlineata
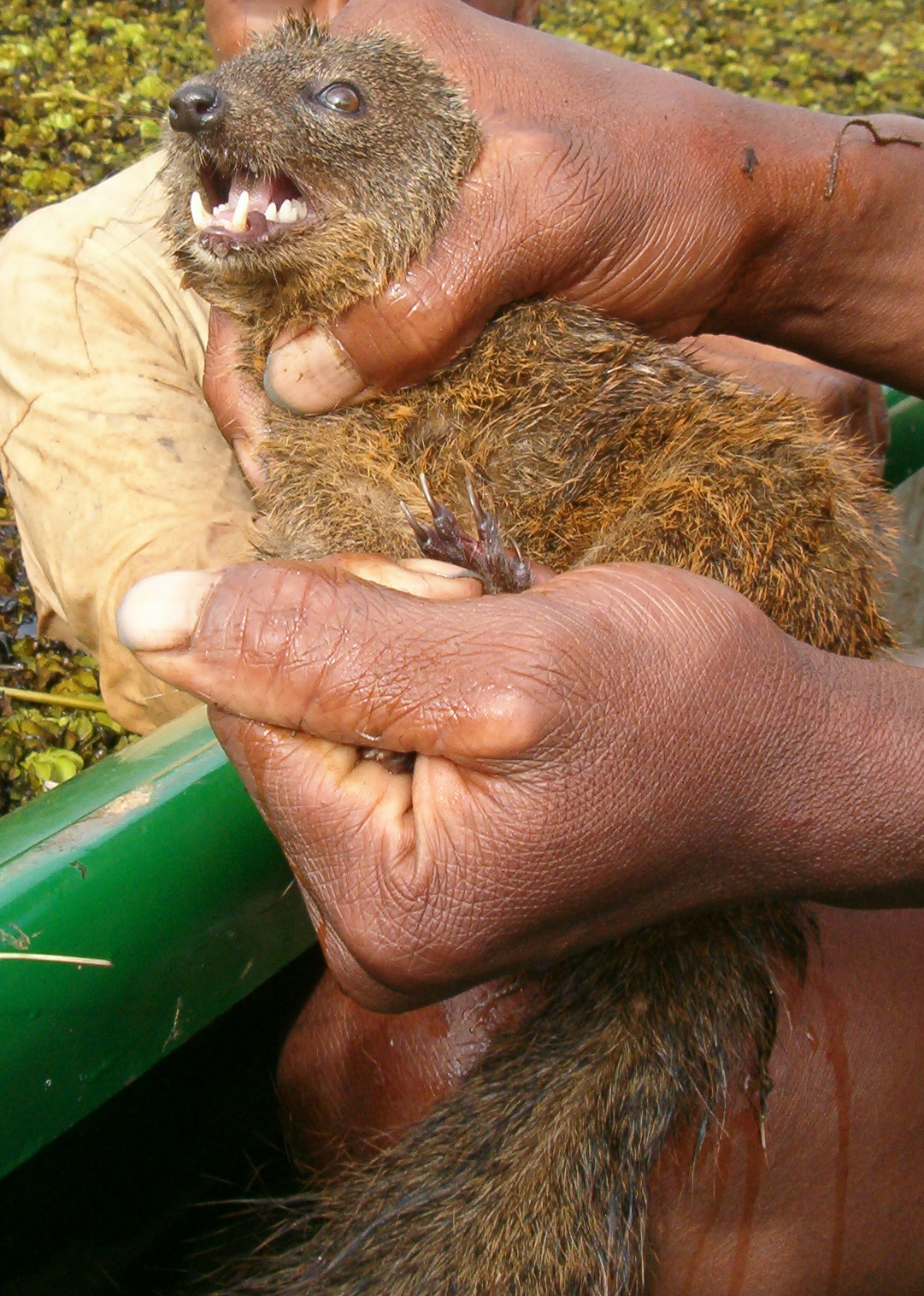
Salanoia durrelli